# Germán Conti
Germán Andrés Conti (* 3. Juni 1994 in Santa Fe) ist ein argentinisch-italienischer Fußballspieler.

## Vereinskarriere
Germán Conti entstammt der Jugend des CA Colón, in der er bis 2013 spielte. Sein Profidebüt gab er am 9. Dezember 2013 bei der 1:0-Auswärtsniederlage seines Vereins im Ligaspiel gegen Olimpo de Bahía Blanca in der Startaufstellung. In der Nachspielzeit erhielt er eine Rote Karte und wurde des Feldes verwiesen.
Zu Beginn der Saison 2015 wurde Conti Stammspieler in der Innenverteidigung. In den folgenden zweieinhalb Jahren stand er in nahezu allen Ligaspielen in der Startformation und fehlte nur in vier von 76 möglichen Partien, davon in zwei aufgrund von Sperren nach Gelben Karten.
Am 25. Mai 2018 gab der portugiesische Erstligist Benfica Lissabon die Verpflichtung Contis ab Juli 2018 bekannt. Er unterschrieb einen Vertrag bis Mitte 2023. In seiner ersten Saison bestritt er zwölf Pflichtspiele, debütierte in der Champions League und gewann die Meisterschaft.
Anschließend wurde Conti drei Mal an verschiedene Vereine verliehen. Nach seinem Wechsel zu Lokomotive Moskau wurde er von August bis Dezember 2023 an seinen Jugendverein CA Colón verliehen. Im Januar 2024 schloss er sich Racing Club an.

## Erfolge
Benfica
- Portugiesischer Meister: 2019

Bahia
- Copa do Nordeste: 2021